# Isola Plavnikovyj
L'isola Plavnikovyj (in russo Остров Плавниковый, ostrov Plavnikovyj, in italiano "isola pinna") è un'isola russa che fa parte dell'arcipelago di Severnaja Zemlja ed è bagnata dal mare di Kara.
Amministrativamente fa parte del distretto di Tajmyr del Territorio di Krasnojarsk, nel Distretto Federale Siberiano.

## Geografia
L'isola è situata in mare aperto, nella parte centrale dell'arcipelago, distante poche centinaia di metri dall'isola di Samojlovič e 38 km circa dall'isola della Rivoluzione d'Ottobre (a est).
Ha una forma ovale e una lunghezza non superiore ai 350 m; la superficie è di circa 0,06 km². L'altezza massima è di 14 m s.l.m. Le coste sono piatte e lisce. Il territorio è libero dal ghiaccio.

## Isole adiacenti
- Isola di Samojlovič (остров Самойловича, ostrov Samojloviča), a nord-est.